# Lokusprinzip
Das Lokusprinzip entscheidet im Grundbuchrecht über die Rangordnung von mehreren, im selben Grundbuch eingetragenen Rechten. Es bestimmt neben dem Tempusprinzip abschließend die gesetzliche Rangfolge, die bei der Versteigerung des Grundstücks von Bedeutung ist.

## Anwendung
Das deutsche Sachenrecht wird vom Prioritätsprinzip beherrscht. In § 879 Abs. 1 Satz 1 BGB wird dementsprechend bestimmt, dass das Lokusprinzip bei mehreren, in derselben Abteilung des Grundbuchs eingetragenen Rechten (z. B. mehrere Grundschulden) anzuwenden ist. Danach entscheidet die ersichtliche Reihenfolge der Eintragungen jeweils in Abteilung II oder Abteilung III des Grundbuchs über die Rangfolge (nach dem Ort, lat. locus). Das Lokusprinzip kann nicht angewandt werden, wenn Eintragungen in beiden Abteilungen des Grundbuchs vorhanden sind.

## Auswirkung
Das Grundpfandrecht III/1 hat danach Vorrang vor III/2, das Recht II/2 ist gegenüber dem Recht II/1 nachrangig. Diese Eintragungsreihenfolge ergibt sich automatisch durch Zeitablauf, weil eine zeitlich später nach III/1 eingetragene Grundschuld nur noch an III/2 eingetragen werden kann. Werden jedoch in derselben Abteilung die Rechte mit demselben Eintragungsdatum versehen, so haben sie Gleichrang (§ 45 Abs. 1 GBO), was durch einen Gleichrangvermerk vom Grundbuchamt zu verdeutlichen ist. Ohne diesen Vermerk hätten sie materiellrechtlich nämlich die Rangfolge aus dem Lokusprinzip des § 879 Abs. 1 Satz 1 BGB; insofern besitzt § 45 GBO sogar materiellrechtliche Wirkung. Dem Eintragungsdatum kommt somit bei der Rangfolge eine entscheidende Bedeutung zu. Sollen jedoch mehrere, in derselben Abteilung am selben Tag einzutragenden Rechte nicht Gleichrang haben, hat der antragstellende Notar dies mit einer Rangbestimmung klarzustellen (§ 45 Abs. 3 GBO). Dann unterbleibt der Gleichrangvermerk. 

## Zwangsversteigerung
Das Lokusprinzip kann nur angewandt werden, wenn zum Zeitpunkt der Zwangsversteigerung ausschließlich Rechte in einer Abteilung des Grundbuchs eingetragen sind. In der Zwangsversteigerung bestimmt es über die abschließende Rangfolge, die für die Verteilung der Versteigerungserlöse maßgebend ist (§ 11 ZVG). Bei letztrangigen Rechten besteht die Gefahr, dass sie ganz oder teilweise leer ausgehen und dadurch die grundbuchlich gesicherten Gläubiger einen Ausfall erleiden. Somit bestimmt die gesetzliche Rangfolge letztlich über das Ausfallrisiko eines Gläubigers. Bestehen jedoch Rechte in beiden Abteilungen, muss das Lokusprinzip durch das Tempusprinzip ersetzt werden.